# Luis Humberto Crosthwaite
Luis Humberto Crosthwaite   (Tijuana, 1965) és un escriptor i editor mexicà. És columnista de Mileno Diario, de Ciutat de Mèxic, i de Enlace, secció en espanyol del diari San Diego Union-Tribune, de San Diego, Califòrnia. Ha publicat Instrucciones para cruzar la frontera; Idos de la mente; Estrella de la Calle Sexta; Lo que estará en mi corazón (Ña’a ta’ka ani’mai); La luna siempre será un amor difícil; No quiero escribir no quiero; El gran PRETENDER; Mujeres en traje de baño caminan solitarias por las calles de su llanto; Marcela y el rey al fin juntos. El seu treball editorial i literari ha estat guardonat a Mèxic amb diversos premis. Ha estat becari del Fondo Nacional para la Cultura y las Artes a la categoria de joves creadors, el 1990, i del Fondo Estatal para la Cultura y las Artes a la categoria d'escriptors amb trajectòria, el 1995. Actualment és membre del Sistema Nacional de Creadores.